# Rue Professeur-Morat
La rue Professeur-Morat est une voie du 8e arrondissement de Lyon, en France.

## Situation
De la rue Bataille à l'Avenue Général-Frère.  
Au numéro 30 de cette rue, se trouve une aire de jeu, le square du Professeur-Morat.  

## Odonymie
La rue porte le nom de Jean-Pierre Morat (1846-1920), médecin, professeur titulaire de la chaire de physiologie à la faculté de médecine de Lyon.

## Histoire
Antérieurement c'était la rue de l'Asile jusqu'en 1891. Le chemin de l'Asile conduisait à l'asile départemental de Bron construit entre 1869 et 1878.
Par décision du conseil municipal, le 13 juin  1938,  elle est attribuée au professeur Jean-Pierre Morat. 

## Galerie de photos

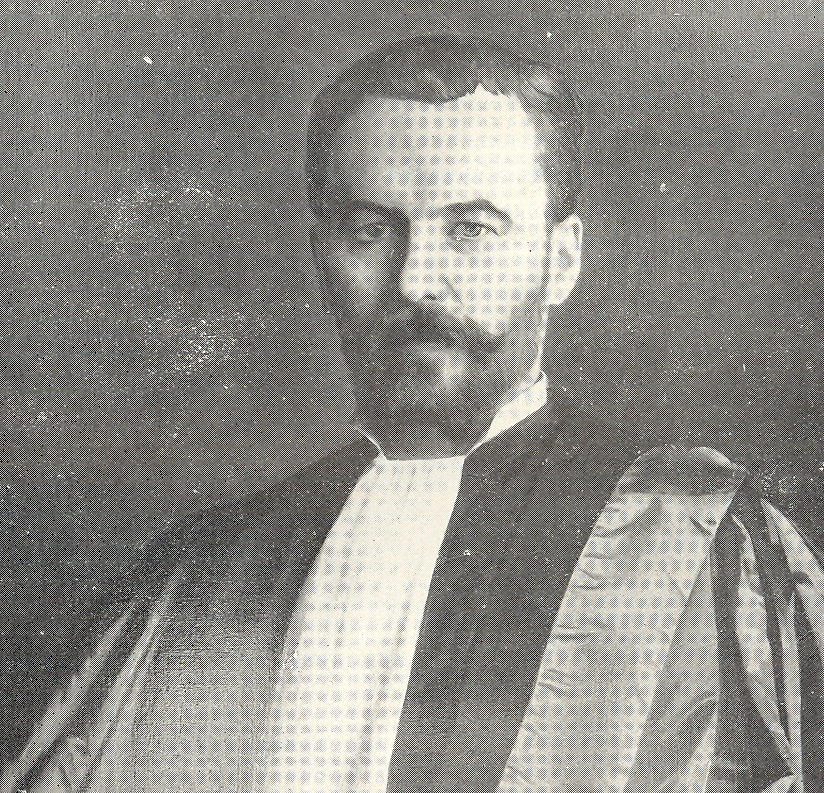
Professeur Jean-Pierre Morat.
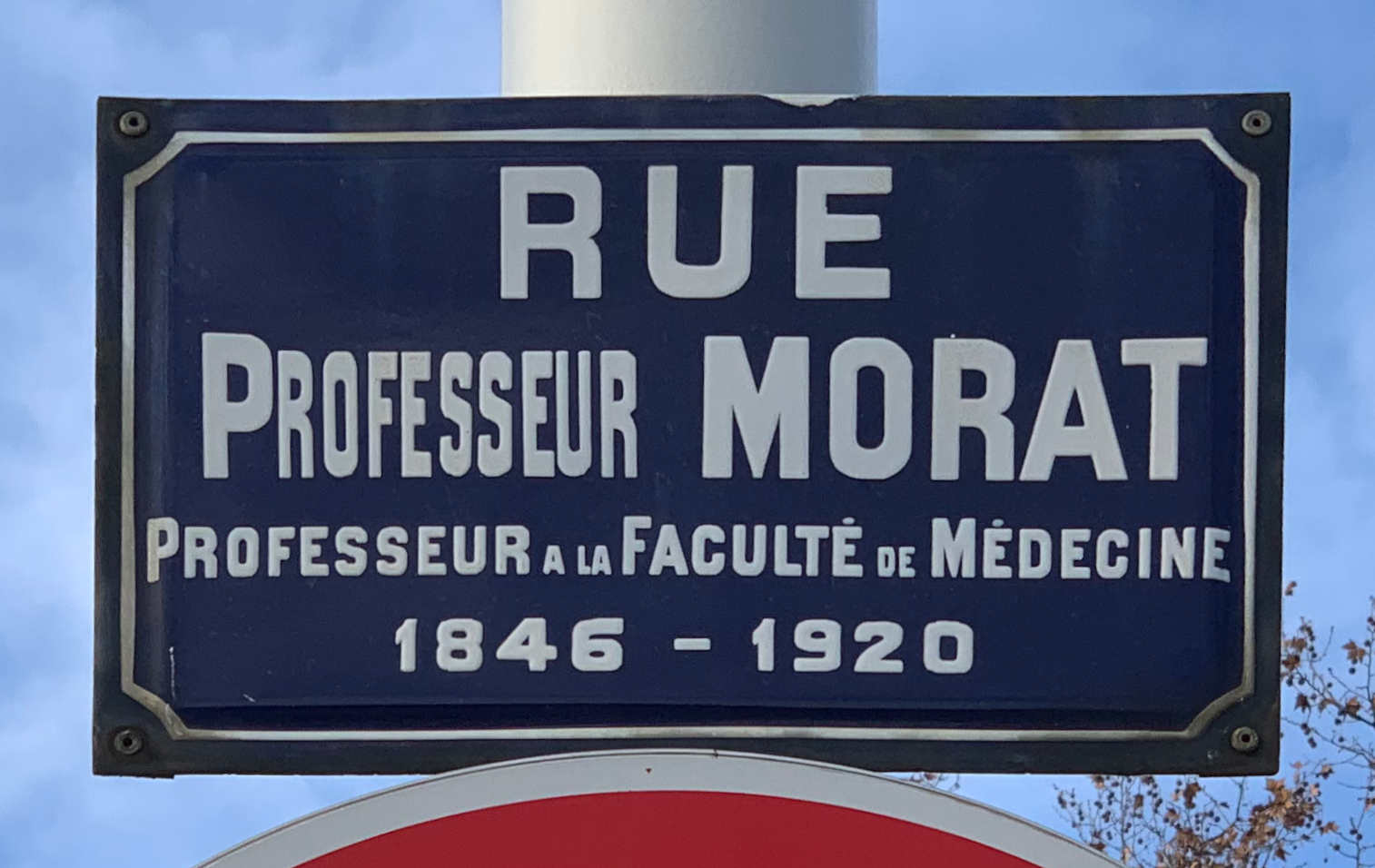
Plaque de la rue Professeur-Morat.